# فيلنديا (كولومبيا)
فيلنديا (بالإسبانية: Filandia)‏ هي بلدية كولومبية تقع في إدارة كوينديو.

## أعلام
- لويس كارلوس ريستريبو راميريز